# Premio Giorgio Bernardi
Il premio Giorgio Bernardi è un riconoscimento assegnato al miglior arbitro debuttante in Serie A.

Il premio viene assegnato l'anno successivo al debutto dalla Sezione AIA di Bologna dalla stagione 1988-1989, ed è la continuazione del destituito premio Florindo Longagnani, istituito nel 1954 dalla Sezione Arbitri di Modena, il quale è stato assegnato fino alla stagione 1987-1988, ed aveva le stesse finalità.

## Albo d'oro
Di seguito l'albo d'oro del  premio Bernardi:
| Anno | Arbitro             | Sezione AIA        |
| ---- | ------------------- | ------------------ |
| 1990 | Gianni Beschin      | Legnago            |
| 1991 | Robert Boggi        | Salerno            |
| 1992 | Walter Cinciripini  | Ascoli Piceno      |
| 1993 | Pierluigi Collina   | Viareggio          |
| 1994 | Salvatore Racalbuto | Gallarate          |
| 1995 | Fiorenzo Treossi    | Forlì              |
| 1996 | Domenico Messina    | Bergamo            |
| 1997 | Tarcisio Serena     | Bassano del Grappa |
| 1998 | Diego Preschern     | Mestre             |
| 1999 | Roberto Rosetti     | Torino             |
| 2000 | Gianluca Paparesta  | Bari               |
| 2001 | Nicola Ayroldi      | Molfetta           |
| 2002 | Matteo Trefoloni    | Siena              |
| 2003 | Luca Palanca        | Roma 1             |
| 2004 | Non assegnato       |                    |
| 2005 | Gianluca Rocchi     | Firenze            |
| 2006 | Luca Banti          | Livorno            |
| 2007 | Gabriele Gava       | Conegliano         |
| 2008 | Domenico Celi       | Bari               |
| 2009 | Paolo Valeri        | Roma 2             |
| 2010 | Sebastiano Peruzzo  | Schio              |
| 2011 | Marco Guida         | Torre Annunziata   |
| 2012 | Davide Massa        | Imperia            |
| 2013 | Massimiliano Irrati | Pistoia            |
| 2014 | Marco Di Bello      | Brindisi           |
| 2015 | Michael Fabbri      | Ravenna            |
| 2016 | Fabio Maresca       | Napoli             |
| 2017 | Fabrizio Pasqua     | Tivoli             |
| 2018 | Federico La Penna   | Roma 1             |
| 2019 | Marco Piccinini     | Forlì              |